# Facundo Silvestre
Facundo Nicolás Silvestre Álvarez (Montevideo, 27 novembre 2000) è un calciatore uruguaiano, centrocampista del Cerro.

## Caratteristiche tecniche
Gioca come centrocampista centrale.

## Carriera
Silvestre è cresciuto nel settore giovanile del Plaza Colonia, con cui ha debuttat il 10 febbraio 2021 nell'incontro di Primera División vinto 3-0 contro il Danubio. Nel 2021 è stato acquistato dal Peñarol che lo ha assegnato alla squadra B in terza divisione. Nel 2023 è passato al Danubio, che nel mese di agosto lo ha promosso in prima squadra.

## Statistiche

### Presenze e reti nei club
Statistiche aggiornate al 24 marzo 2025.
| Stagione        | Squadra         | Campionato      | Campionato | Campionato | Coppe nazionali | Coppe nazionali | Coppe nazionali | Coppe continentali | Coppe continentali | Coppe continentali | Altre coppe | Altre coppe | Altre coppe | Totale | Totale | Totale |
| Stagione        | Squadra         | Comp            | Pres       | Reti       | Comp            | Pres            | Reti            | Comp               | Pres               | Reti               | Comp        | Pres        | Reti        | Pres   | Reti   |        |
| --------------- | --------------- | --------------- | ---------- | ---------- | --------------- | --------------- | --------------- | ------------------ | ------------------ | ------------------ | ----------- | ----------- | ----------- | ------ | ------ | ------ |
| 2020            | Plaza Colonia   | PD              | 1          | 0          |                 | -               | -               |                    | -                  | -                  |             | -           | -           | 1      | 0      |        |
| 2023            | Danubio         | PD              | 3          | 0          | CU              | 2               | 0               |                    | -                  | -                  |             | -           | -           | 5      | 0      |        |
| 2024            | Danubio         | PD              | 9          | 0          | CU              | 0               | 0               | CS                 | 3                  | 0                  |             | -           | -           | 12     | 0      |        |
| 2025            | Cerro           | PD              | 6          | 0          | CU              | 0               | 0               | -                  | -                  | -                  |             | -           | -           | 6      | 0      |        |
| Totale carriera | Totale carriera | Totale carriera | 19         | 0          |                 | 2               | 0               |                    | 3                  | 0                  |             | -           | -           | 24     | 0      |        |